# Прапор Новоодеського району
Пра́пор Новооде́ського райо́ну затверджений 26 лютого 2010 року рішенням N11 XXXIV сесії Новоодеської районної ради V скликання.

## Опис
Прямокутне жовте полотнище із співвідношенням сторін 2:3, знизу якого йдуть шість тонких хвилястих смуг — синя, жовта, червона, жовта, синя і жовта. Вгорі біля древка — малий герб району.